# Dandified Yum

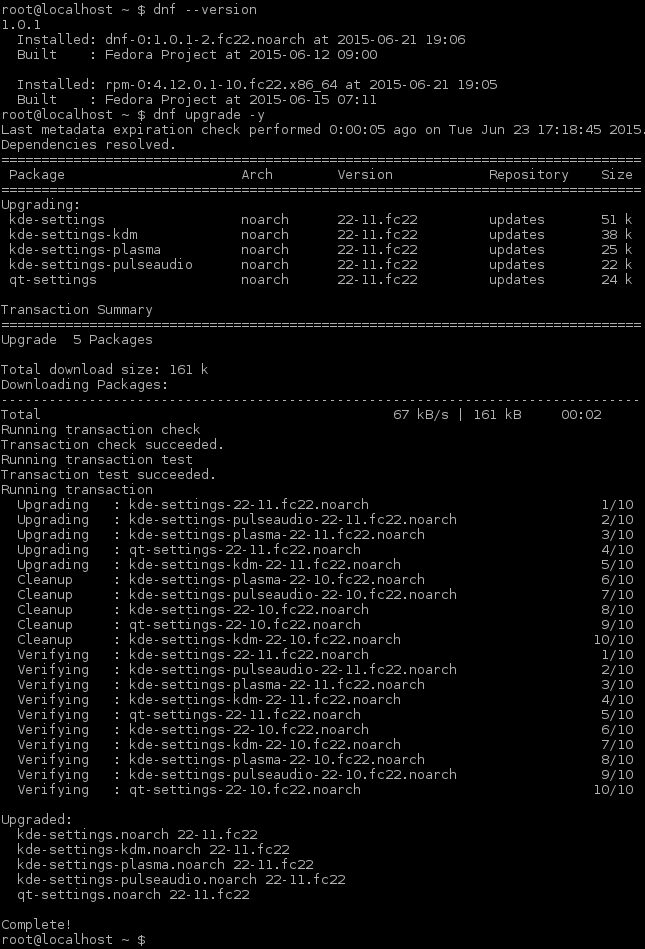
DNFは、Fedora 22からデフォルトのパッケージ管理システムとして採用された。

Dandified Yum（ダンディファイド ヤム、略してDNF）は、RPMベースのパッケージ管理システムを採用しているLinuxディストリビューション用のパッケージマネージャであるYum 3.4のフォークであり、Yumの事実上の後継バージョン。
DNFは、Fedora 18より試験的に導入が開始され、Fedora 22のバージョンからデフォルトのパッケージ管理システムとして採用されている。dnfパッケージは、Fedoraの（試験的に採用されていた）18以降21以前のバージョンやEPEL 7にも存在する為、Fedora 19の成果を活用しているRHEL 7やCentOS 7などでも使用することができる。

## Yumの抱える問題点
Yumは下記に挙げる欠点を抱えていた。
- ドキュメント化されていない
- 依存関係解決アルゴリズムが壊れている
- 内部関数をリファクタリングすることが不可能

また、YumはPython 2で書かれており、パフォーマンス面で遅くメモリを大量に消費してメモリーリークを引き起こしがちになるなどの問題もあった。

## Yumの後継パッケージ管理システム「Dandified Yum」
DNFは、Yumに替わる後継パッケージ管理システムを期待され、最先端のSATベースの依存関係リゾルバを搭載して、2015年5月26日にリリースされたFedora 22の標準パッケージマネージャとして採用された。Python 3にも対応した。
Yumの問題点は下記のように対処された。
- API ドキュメントの整備。テスト環境の改善。
- より堅固なアルゴリズムと効率的なメモリ消費を兼ね備えた（openSUSEのZYppのために開発された) libsolv によって、依存性を解決する。
- Pythonに大きく依存していた点を、 (C言語およびPythonのラッパーである) hawkey ライブラリによるPythonとC言語との包括的なAPIに改めて、他言語からも扱いやすくした。
- メモリ消費量低減やメタデータ同期の効率化。

DNFは、RPMに加えlibsolvとhawkeyのライブラリを用いるパッケージ管理システムとなった。 librepo を利用して、メタデータやパッケージダウンロードの操作をする。 libcomps によって、comps dataの処理や効果的な操作を行う。
パフォーマンス面でも、Yumと比較して速度が改善したとの報告がある。
2016年12月20日、Yumとの互換性の改善を重視した「 DNF-2.0 」がリリースされた。
2018年6月27日、バージョン3の安定版である「DNF-3.0.1」がリリースされた。
2018年12月17日、バージョン4の安定版である「DNF-4.0.9.1」がリリースされた。

## ドキュメント
- http://dnf.readthedocs.org/en/latest/
- https://github.com/rpm-software-management/dnf/wiki/
- dnf (8)
- dnf.conf (8)

## 依存関係

### libsolv
- https://github.com/openSUSE/libsolv
- SAT的なアルゴリズムの利用を通してパッケージの依存関係の解決
- パッケージ管理とリポジトリの購読
- C言語、修正BSDライセンス

### hawkey
- https://github.com/rpm-software-management/hawkey
- libsolvライブラリ用の高レベルなAPI
- libsolvに最適のシンプルなC言語とPythonによって書かれたAPI
- C言語、LGPLv2+

### librepo
- https://github.com/tojaj/librepo
- Linuxのリポジトリのメタデータとパッケージをダウンロードする為の(libcURLライクな) APIのライブラリはC言語とPythonから成っている。
- C言語、LGPLv2+

### libcomps
- https://github.com/midnightercz/libcomps
- Libcompsは、Yumの 「yum.comps library」 に替わるものである。そのライブラリは、C言語にPython 2とPython 3を組み合わせて書かれている。
- C言語、LGPLv2+

## コマンド
- dnf install パッケージ名 : 指定されたパッケージ(および必要に応じてその依存関係)をインストールする
- dnf remove パッケージ名 : 指定されたパッケージ(および関連する依存関係)を削除する
- dnf check-update : 更新可能なパッケージを表示する(実際のアップデートはしない)
- dnf update : インストールされている全てのプログラムを更新する
- dnf upgrade パッケージ名 : パッケージを更新する(パッケージ名を指定していない場合、インストール済パッケージで更新可能な全パッケージを更新する)
- dnf search キーワード : キーワードでパッケージを検索する
- dnf provides パッケージ名 :  指定されたパッケージの依存関係を表示する
- dnf provides ファイル名 :  指定されたファイルを提供するパッケージを検索する

## 採用例
DNFは、2015年5月にリリースされたFedoraのバージョン22より標準のパッケージ管理システムとして採用されている。